# Poro (Geheimbund)
Der Ausdruck Poro (Purrah, Purroh) bezeichnet einen in Sierra Leone und Liberia verbreiteten Geheimbund. Westafrikas indigene Bevölkerung benutzt diese „Secret societies“, zu denen auch die „Neegee Society“ und die „Leopard Society“ gehören, um traditionelles Wissen und die sozialen Strukturen der Gesellschaft zu bewahren.

## Merkmale
Während die Zugehörigkeit zu Poro nur Männern vorbehalten ist, stehen die beiden ähnlich gearteten Geheimbünde Yassi und Sande (oder Bundu) auch Frauen – teils unter gewissen Bedingungen – offen. Alle weiblichen Mitglieder des Yassi müssen auch Mitglieder des Bundu sein, der seinerseits ausschließlich Frauen vorbehalten ist.
Der Beitritt zu einem Bund ist freiwillig, erfolgt aber häufig unter sozialem Druck. Auch ist bei den Geheimbünden nicht die Mitgliedschaft ein gehütetes Geheimnis, vielmehr das erworbene Wissen. Der Wissenserwerb ist wiederum nur in zeitlich auseinander liegenden Phasen möglich, meist sind zu jeder neuen Phase Prüfungen oder Rituale vorgeschrieben. Ein Austritt aus einem Geheimbund ist nicht vorgesehen, um die Kontrolle über das Geheimwissen nicht zu verlieren. Innerhalb der Geheimbünde besteht eine hierarchische Struktur, die nicht deckungsgleich mit der vorgefundenen sozialen und politischen Struktur sein wird.
Von den drei Bünden ist Poro der bedeutsamste. Die gesamte einheimische Bevölkerung untersteht seiner Gerichtsbarkeit. Er stellt im Wesentlichen eine Art Freimaurerloge bzw. Versicherungsverein auf Gegenseitigkeit dar, dessen Hauptaspekte sich auf sowohl im Religiösen (Initiation des Heranwachsenden) als auch auf das zivile Leben erstrecken. Hier werden Gesetze gemacht und über Krieg und Frieden entschieden.
Der Poro verfügt über ein umfangreiches Repertoire an Ritualen, Begriffen, Tätowierungen und Symbolen, deren Details für Außenstehende unbekannt sind, da die beeidete Geheimhaltung unverbrüchlich ist. Man versammelt sich in der Trockenzeit, zwischen Oktober und Mai im Urwald. Ein umzäunter Bereich mit aus Matten errichteten von überhängenden Bäumen bedachten Wohnungen dient als Versammlungsraum.
Die Hierarchie umfasst dabei drei Grade: der Erste für die Häuptlinge und prominenten Männer, der Zweite für die „Fetisch“priester und der Dritte für die Gemeinde. Die Zeremonien des sierra-leonischen Purrah werden vom Poro-Teufel, einem Mann im Fetischkleid, geleitet der die Gemeinde durch ein langes hölzernes Rohr anspricht.
In Liberia tritt der Poro-Teufel bei Anwesenheit von Frauen, Kindern und Nichtmitgliedern nicht in Erscheinung. Der Gbetoo ist die einzige „Fetisch, der mit einem langen hölzernen Rohr“ bekleidet und als solche Hülle sichtbar ist. Dieser Poro-Teufel ist selbst den meisten Mitgliedern unsichtbar.
Poro vermag sein Tabu auf alles oder jedes zu setzen; und da kein Einheimischer riskieren würde, seine Macht anzutasten, führte es zu erheblichen Versorgungsproblemen, als das Getreide mit dem Tabu belegt wurde. 1897 erließen die britische bzw. die lokale Regierung eine Verordnung, die das Auferlegen eines Tabus auf alle einheimischen Nahrungsgüter generell verbot.
Von den angeschlossenen Bünden scheint Yassi gleichsam ein Medizinbund zu sein. Personen die ihre Krankheit als vom Fetisch verursacht ansehen, erwarten durch die Zahlung bestimmter Gebühren ihre Heilung. Der Bundu der Frauen ist in vielfacher Hinsicht ein Pendant zu dem Poro der Männer, allerdings ohne deren politische Macht antasten zu können.
In Liberia ist der dem Poro entsprechende weibliche Bund der Sande.

Poro Devils – Sierra Leone
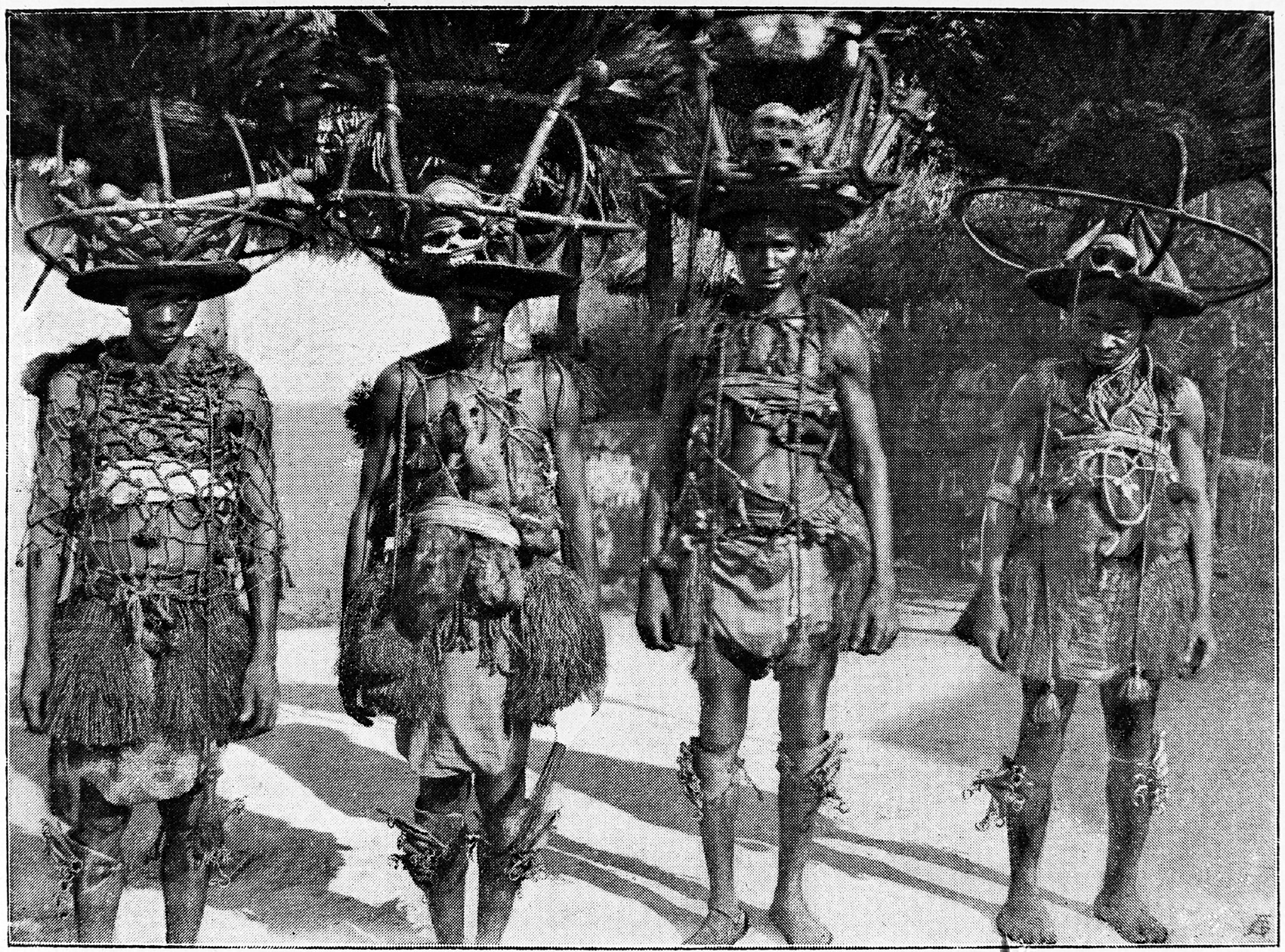
Poro Devils
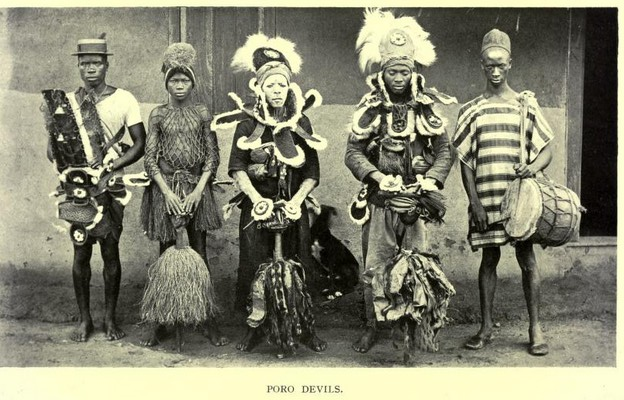
Mit europäischen Attributen „geschmückte“ Poro Devils – Sierra Leone
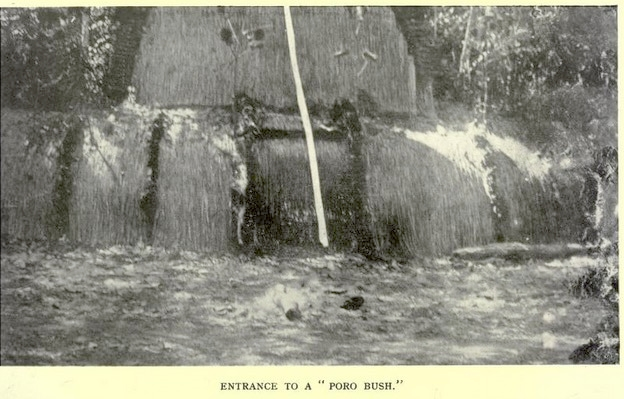
Der Poro-Bush – ein abgeschirmter, ritueller Versammlungsort
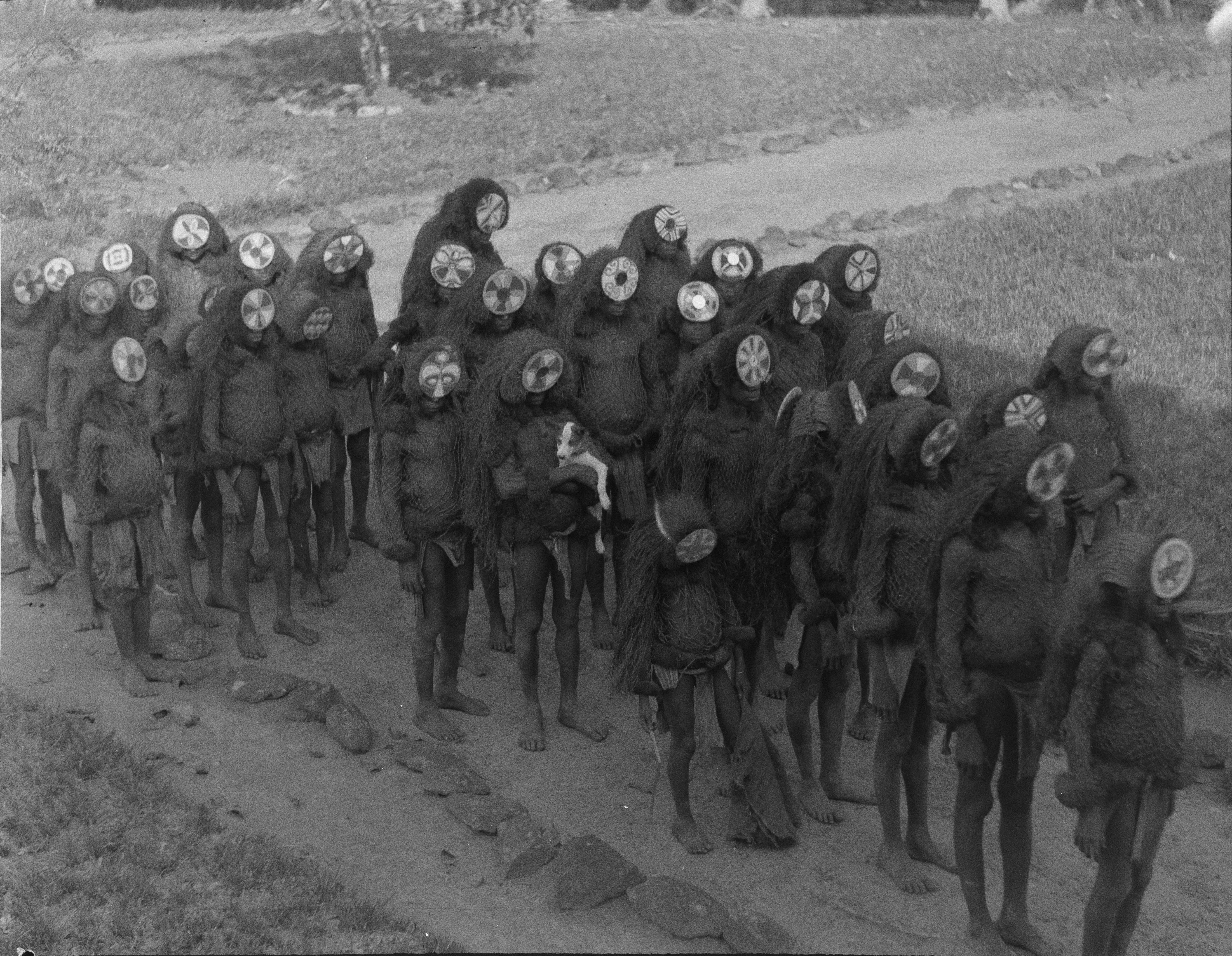
Knaben in Porokostümen auf dem Heimweg ins Dorf

## Bedeutung in der Gegenwart
Während des Liberianischen Bürgerkrieges wurden von allen Konfliktparteien zahllose Verbrechen an der Zivilbevölkerung begangen, die mit althergebrachten Riten und Traditionen motiviert wurden. So wurden mit dem Poro verbundene Riten ausgenutzt, um aus Kindern die unberechenbaren Kindersoldaten zu machen. Es ist daher ein besonderes Problem bei der juristischen Beurteilung dieser Ereignisse, persönliche Handlungsmotive und Schuld vor dem Hintergrund dieser tief verwurzelten kulturellen Traditionen zu bewerten. Ein ebenso großes Problem stellt die Frage dar, wie man den überlebenden Opfern dieser Untaten helfen kann.